# Kultura sabatinowska
Kultura sabatinowska – kultura archeologiczna epoki brązu. Jej nazwa pochodzi od miejscowości Sabatinowka na Ukrainie, gdzie przebadano stanowisko archeologiczne, przynależne do tej kultury.

## Geneza
Powstanie kultury sabatinowskiej było zwieńczeniem procesów rozgrywających się w obrębie kultury grobów zrębowych. Rozwinęła się ona na bazie ludności kultury ceramiki wielowałeczkowej, przy silnej presji ze strony kultury zrębowej oraz w sytuacji odcięcia przez nią od surowców kaukaskich, co zmusiło ją do kontaktów ze światem siedmiogrodzikim.

## Chronologia i obszar występowania
Kultura sabatinowska rozwijała się według lat kalibrowanych w przedziale czasowym około 1600/1500-1200 lat p.n.e. Powstała w zachodniej części obszarów stepowych między Dnieprem a dolnym Dunajem, skąd rozprzestrzeniła się w kierunku wschodnim po dorzecze Bohu.

## Gospodarka
W okresie rozwoju kultury sabatinowskiej miało miejsce znaczne polepszenie warunków klimatycznych. Przełożyło się to na ogromne znaczenie upraw rolniczych w omawianej jednostce. Przeważały zboża, o czym świadczą duże ilości znalezisk sierpów brązowych. Duże znaczenie miała również hodowla zwierząt, polegająca na wypasaniu stad w dużej odległości od osad i trzymaniu ich w specjalnych zagrodach. Najprawdopodobniej przechowywano też paszę dla zwierząt, co umożliwiło uniezależnienie produkcji hodowlanej od zmienności pór roku.

## Osadnictwo i budownictwo
Stosowanie gospodarki rolniczej wpłynęło na znaczne ustabilizowanie osadnictwa. Pomiędzy dolnym Dunajem a Bohem odkryto około siedmiuset osiedli, z których niektóre osiągały wielkie rozmiary. Osady kultury sabatinowskiej lokowane były zarówno w dolinach rzek, jak i w głębi obszarów stepowych. Wokół głównych osad, silnie zabudowanych, o charakterze protomiejskim, rozwinięta była sieć mniejszych osiedli, związanych z wypasem zwierząt. Budowano kamienne, kamienno-ziemne i glinobite, wielopiętrowe budynki. Na jeden budynek składało się kilka izb, osiągały one dość znaczne rozmiary, a charakterystyczną i często występującą formą były apsydy.

## Inwentarz
W ceramice omawianej jednostki kulturowej charakterystyczne były ucha sięgające wysoko ponad krawędź wylewu. Wśród naczyń zachowały się także przypadki wykonanych z surowców organicznych mis (drewno, kora drzewna). Niezwykle rozwinięta była metalurgia i odlewnictwo, uzależnione od surowców siedmiogrodzkich, jednak niezależne w formach wytworów, które znamy z ich znalezisk oraz licznych form odlewniczych. Liczne są sztylety, przypominające kształtem te z kultury grobów zrębowych, siekierki z tulejką, sierpy, groty włóczni i oszczepów, brzytwy, szpilki, bransolety, czy wisiorki.

## Zanik i wpływ na rozwój innych kultur
Od XIII wieku p.n.e. zaczął nasilać się proces wysychania pastwisk stepowych, co między XIII a VII wiekiem p.n.e. doprowadziło do przesunięcia się granicy obszarów półpustynnych o 200 kilometrów na północ. Wywołało to znaczne problemy gospodarcze i zmusiło część ludności do poszukiwania nowych siedzib. Przypuszcza się, że wraz z innymi ludami, ludność kultury sabatinowskiej wzięła udział w wędrówce Ludów Morza i wywędrowała w kierunku Azji Mniejszej. Pozostała jej część wzięła udział w kształtowaniu się kultury biełozierskiej.